# Amerila luteibarba
Amerila luteibarba là một loài bướm đêm thuộc phân họ Arctiinae, họ Erebidae.